# Dom von Pavia

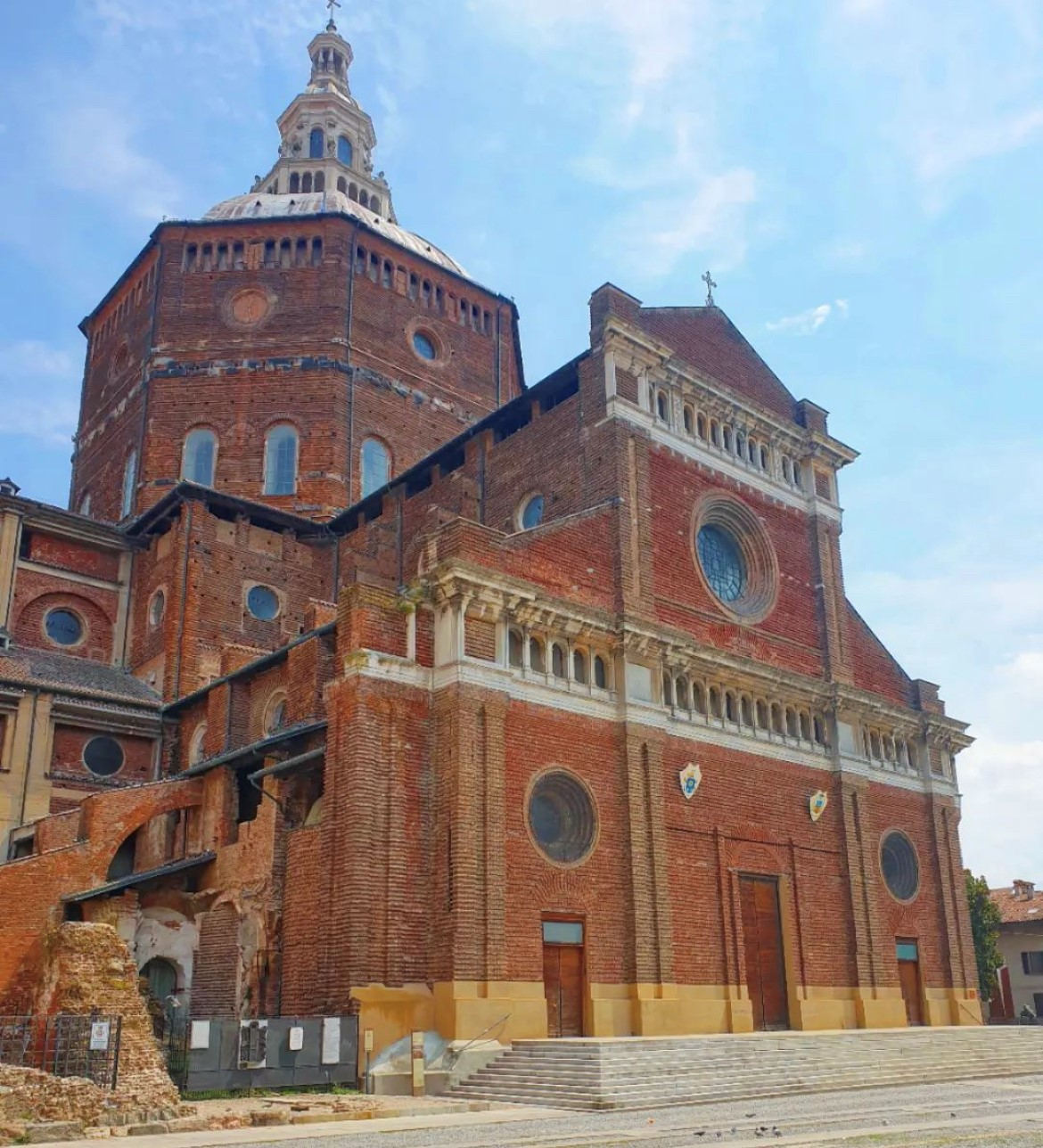
Fassade des Doms

Der Dom von Pavia mit dem Patronat des heiligen Erzmärtyrers Stephanus und St. Mariä Aufnahme in den Himmel (italienisch Duomo di Pavia bzw. Cattedrale di Santo Stefano e Santa Maria Assunta) ist eine Kirche in Pavia, Italien. Der Bau wurde im 15. Jahrhundert an der Stelle von zwei bestehenden romanischen „Zwillingskathedralen“ (Santo Stefano und Santa Maria del Popolo) begonnen. Die Kathedrale beherbergt die Überreste von St. Syrus von Pavia, dem ersten Bischof von Pavia, und einen Heiligen Dorn, der, der Überlieferung nach, von der Dornenkrone Christi stammt. Die Marmorverkleidung der Außenseite wurde nie fertiggestellt. Die 97 Meter hohe Kuppel des Doms ist die viertgrößte in Italien und wird nur vom Petersdom in Rom, der Kuppel des Pantheons in Rom und der Kathedrale von Florenz übertroffen.

## Geschichte
Die „Zwillingskathedralen“ von Santo Stefano und Santa Maria Maggiore, gemeinhin Santa Maria del Popolo genannt, standen einst auf dem Gebiet, das derzeit von der Kathedrale besetzt ist. Die beiden ursprünglichen Kirchen wurden zwischen dem 6. und 7. Jahrhundert gegründet und anschließend renoviert, aber um das elfte-zwölfte Jahrhundert wurden sie in romanischen Formen wieder aufgebaut. Die beiden Kirchen wurden entweiht und nach und nach abgerissen, als die Renaissance-Baustelle voranschritt; die letzten Elemente, die zerstört wurden, waren die Überreste der Fassaden, die Ende des 19. Jahrhunderts landeten, um Platz für die Front der neuen Kathedrale zu machen, während ein großer Teil der Krypta (aus dem 11. Jahrhundert) von Santa Maria del Popolo erhalten blieb.
Die größere Kirche Santo Stefano mit fünf Schiffen befand sich im Norden, neben dem Stadtturm und diente als Sommerkathedrale, während die kleinere, dreischiffige Kirche Santa Maria del Popolo, die südlich daneben lag, als Winterkathedrale diente. Obwohl die beiden Kirchen sehr unterschiedlich waren, bildeten sie einen einzigartigen architektonischen Komplex, da sie vollständig miteinander verbunden waren.

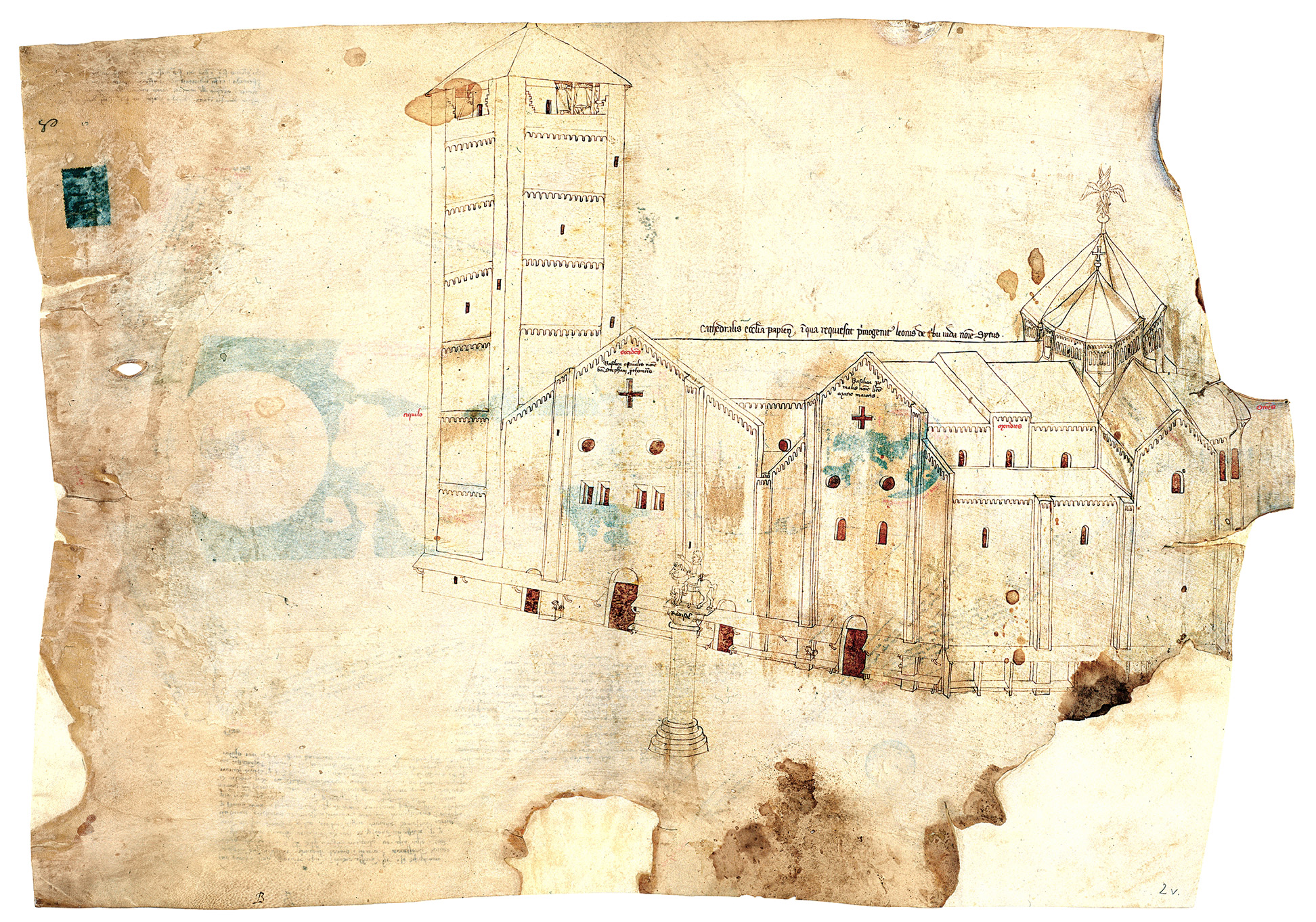
Zeichnung von Opicinus de Canistris der zwei Kathedralen (1335–1350).

Santa Maria del Popolo war mit emaillierten Fliesen dekoriert (heute in den Stadtmuseen von Pavia aufbewahrt), die sich in keiner anderen erhaltenen romanischen Basilika aus Pavia finden, die das älteste Zeugnis der Verwendung von Majolika im christlichen Abendland darstellt.
In den Stadtmuseen von Pavia sind zahlreiche Exponate der Gemine-Kathedralen erhalten, darunter einige Fragmente von farbigem Fensterglas aus dem späten 10. und frühen 11. Jahrhundert, Die zwischen 1972 und 1978 im Inneren des Stadtturms durchgeführten archäologischen Untersuchungen waren eine der ersten Aussagen im Westen über die Verwendung von Buntglasfenstern.
In den beiden Kathedralen fanden auch wichtige Feierlichkeiten statt, insbesondere während der langen Aufenthalte von Kaiser Friedrich I. Barbarossa in der Stadt, der, um nur einige zu nennen. Anlässlich der Zerstörung von Mailand 1162 ließ er dort eine feierliche Messe feiern, gefolgt von einem Mittagessen im nahe gelegenen Broletto oder 1164, als der Kaiser in die beiden Kathedralen Barisone I. von Arborea König von Sardinien krönte.
Nachdem die Renovierung der beiden alten Kirchen geplant war, begann der Bau der neuen Kathedrale, die von Kardinal Ascanio Sforza, dem Bruder von Ludovico Sforza, im Jahre 1488 unter der Leitung des Architekten Cristoforo Rocchi bald von Giovanni Antonio Amadeo unterstützt.
Der Grundstein wurde am 29. Juni 1488 gelegt, aber im September desselben wurde er berufen, die Werft Donato Bramante zu leiten. Der Entwurf des Doms ist das Werk von Bramante, der in Zentralbau eine Kathedrale mit einer Kuppel entworfen hat, die dem Entwurf des Petersdoms in Rom vorgreift. Auch die Krypta, die nach dem Vorbild der römischen Thermen entworfen wurde, wurde 1492 von Bramante fertiggestellt. 1490 schickte Ludovico Sforza Francesco di Giorgio Martini und Leonardo da Vinci als Berater zur Baustelle des Doms.
1496 wurde die nördliche Sakristei teilweise fertiggestellt, während die südliche 1505 begann. 1497 fertigte der Tischler Giovanni Pietro Fugazza das Modell (3,64 Meter lang) aus Holz des Doms an, der heute in den Stadtmuseen von Pavia aufbewahrt wird. Ab 1498 wurden die Arbeiten der Kathedrale von Giovanni Antonio Amadeo und Gian Giacomo Dolcebuono geleitet.
Da es in der Nähe von Pavia keine Marmor- und Steinbrüche gab, schloss die Domfabrik ab 1490 zahlreiche Verträge mit privaten Steinbruchbesitzern, hauptsächlich in der Gegend von Ornavasso und Crevola, für die Lieferung von Marmor. Die Steine wurden per Schiff vom Lago Maggiore ins Tessin transportiert. Die Apsis des Hauptaltars, zwischen 1504 und 1507, wurde aus Marmor von Ornavasso, Crevoladossola und Steinen aus den Steinbrüchen von Arzo, Saltrio und Angera hergestellt. 1518 kaufte die Bauleitung des Doms, um eine kontinuierliche und reichliche Versorgung mit Marmor sicherzustellen, drei Steinbrüche in Crevoladossola, von wo aus die Marmorblöcke über den Toce, den Lago Maggiore und das Tessin nach Pavia gelangten. Um diese Arbeiten zu erleichtern, wurde eine Straße gebaut, die die Steinbrüche mit dem Toce verband. Um den Zustrom von Marmor und Baumaterialien zur Baustelle des Doms zu erleichtern, gewährte der Herzog Francesco II. Sforza 1522 allen für den Dom bestimmten Transporten eine Zollbefreiung.

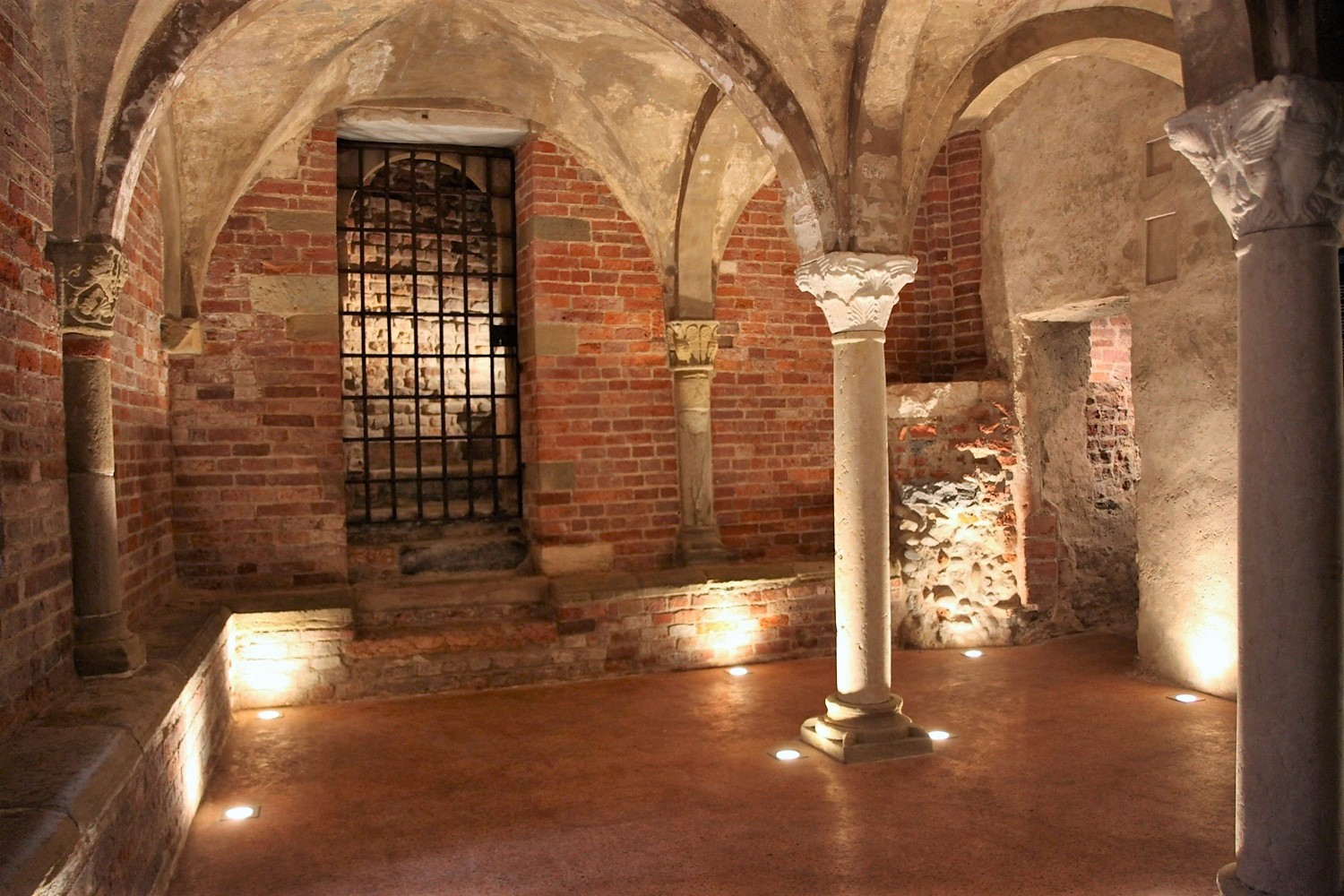
Die Krypta von Santa Maria del Popolo (11. Jahrhundert).
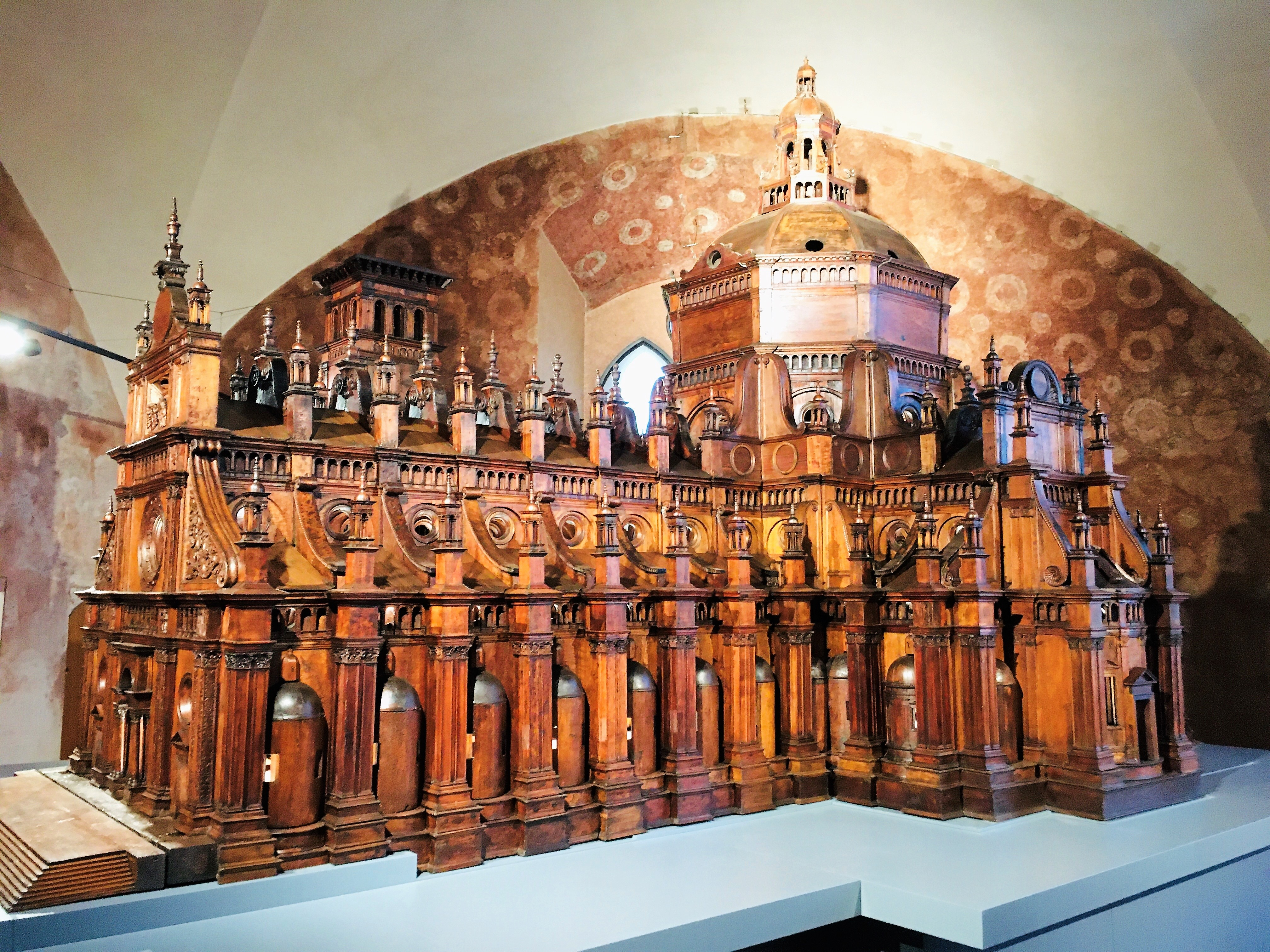
Modell des Doms von Pavia (1497), Stadtmuseen von Pavia.
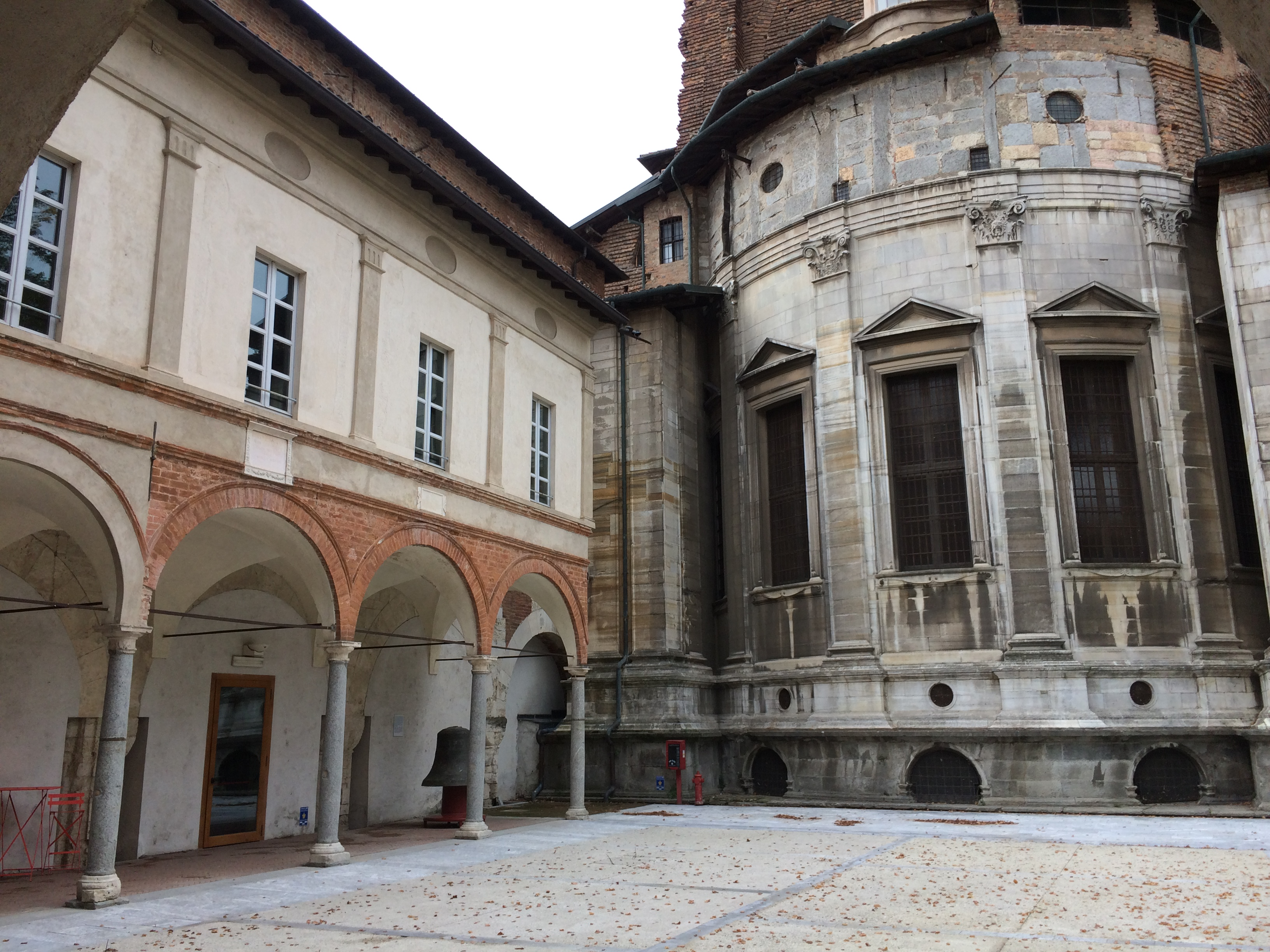
Die Apsis des Doms von Broletto aus gesehen.
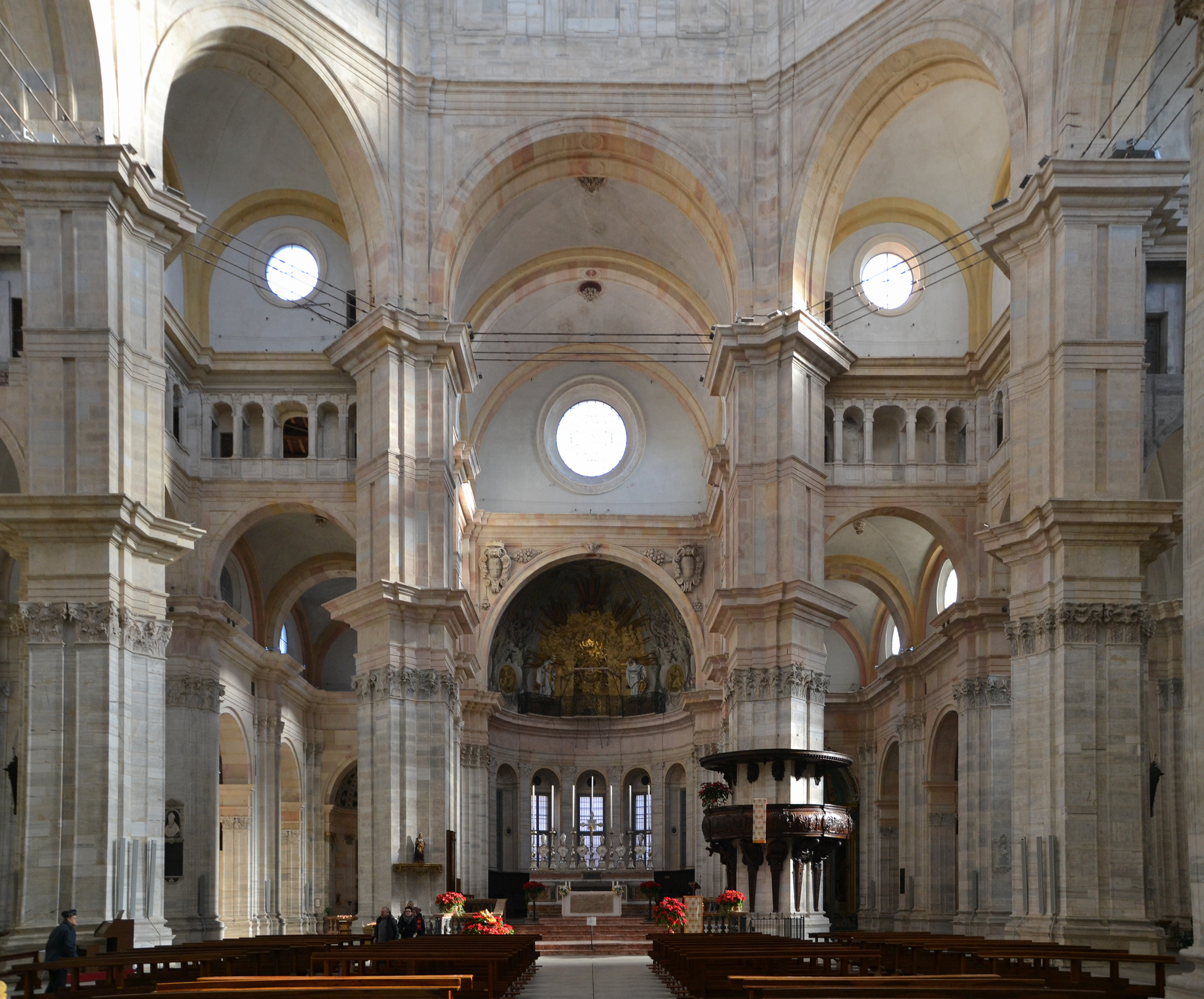
Blick in das Mittelschiff.

Die Baustelle der Kathedrale ging langsam durch die Jahrhunderte mit verschiedenen Bauphasen, Verzögerungen aufgrund von Geldmangel und schwerwiegenden Strukturproblemen weiter. Im sechzehnten Jahrhundert leitete er lange Zeit die Arbeit Pellegrino Tibaldi, aber die Arbeiten wurden diskontinuierlich fortgesetzt. Zwischen 1559 und 1586 war die Werft praktisch stillgelegt. Im 17. Jahrhundert wurde der entsprechende Teil des Presbyteriums fertiggestellt, so dass der erste vollständige Teil der neuen Kathedrale (die am 24. August 1615 geweiht wurde) genutzt werden konnte. 1647 und 1665 wurden die östlichen Seitenschiffe der beiden Querschiffe fertiggestellt.
Im 18. Jahrhundert wurde der zentrale Teil des Doms fertiggestellt und die acht Säulen, die die Kuppel tragen, unter der Leitung von Benedetto Alfieri fertiggestellt. Im Jahre 1766 wurde jedoch beschlossen, die Kuppel nicht fertigzustellen, da der sandige und wasserreiche Boden, über dem Pavia steht, von den Architekten und Ingenieuren der Baustelle als ungeeignet für das Gewicht der Struktur angesehen wurde. Zwischen 1855 und 1857 wurden die Schiffe und die Apsis des nördlichen Querschiffs fertiggestellt.
Zwischen 1882 und 1885 vollendete der Architekt Carlo Maciachini die Kuppel, indem er das ursprüngliche Projekt von Bramante verfolgte, aber neue Bautechniken einsetzte, die auf der Verwendung von Stapelbalken basierten. Die von den Technikern des 18. Jahrhunderts vorausgesagten statischen Probleme erwiesen sich jedoch als real, so dass der Architekt Alessandro Antonelli eingreifen musste, um die Kuppel zu sichern. Zwischen 1895 und 1898 vervollständigte Carlo Maciachini die Fassade des Doms, die nur durch wenige architektonische Details von dem ursprünglichen Projekt abwich, aber das Mauerwerk sichtbar ließ und fast vollständig ohne Marmorverkleidung war. Schließlich wurden zwischen 1930 und 1933 das Süd- und das Nordquerschiff fertiggestellt, die nach den ursprünglichen Entwürfen, aber mit einer tragenden Struktur aus Stahlbeton realisiert wurden, die die inneren architektonischen Linien nicht veränderte. Diese Bautechnik war aus statischen Gründen erforderlich: Die beiden Querschiffe sollten zwei eigenständige Konstruktionen sein und das statische Gleichgewicht der Kuppel nicht verändern.

## Bauwerk
Der Grundriss der Kathedrale ist in Form eines griechischen Kreuzes von 84 m Länge mit drei Schiffen, flankiert von halbkreisförmigen Kapellen. Das Mittelschiff mit doppelter Breite der Seitenschiffe ist 30 Meter hoch. Das Denkmal ist ein großes Gebäude. Die Kirche erstreckt sich über drei Kirchenschiffe (das zentrale Doppelschiff der Seitenschiffe und eine begehbare Galerie), sowohl im Längskörper als auch im Querschiff. Die Seitengänge werden von halbkreisförmigen Kapellen flankiert. Das Innere mit den reinen architektonischen Linien der Renaissance vermittelt einen Eindruck von Größe, verstärkt durch den Glanz der sehr weißen Marmorverkleidungen von Ornavasso, Angera, Carrara und vor allem Crevoladossola.
Auf der Rückseite der Fassade, zwei Meisterwerke der Barockzeit, von der Hand der beiden wichtigsten Vertreter der Akademie Ambrosiana: Madonna und die Heiligen Syrus und Antonius von Giovanni Battista Crespi, genannt Cerano, und Anbetung der Könige von Daniele Crespi.

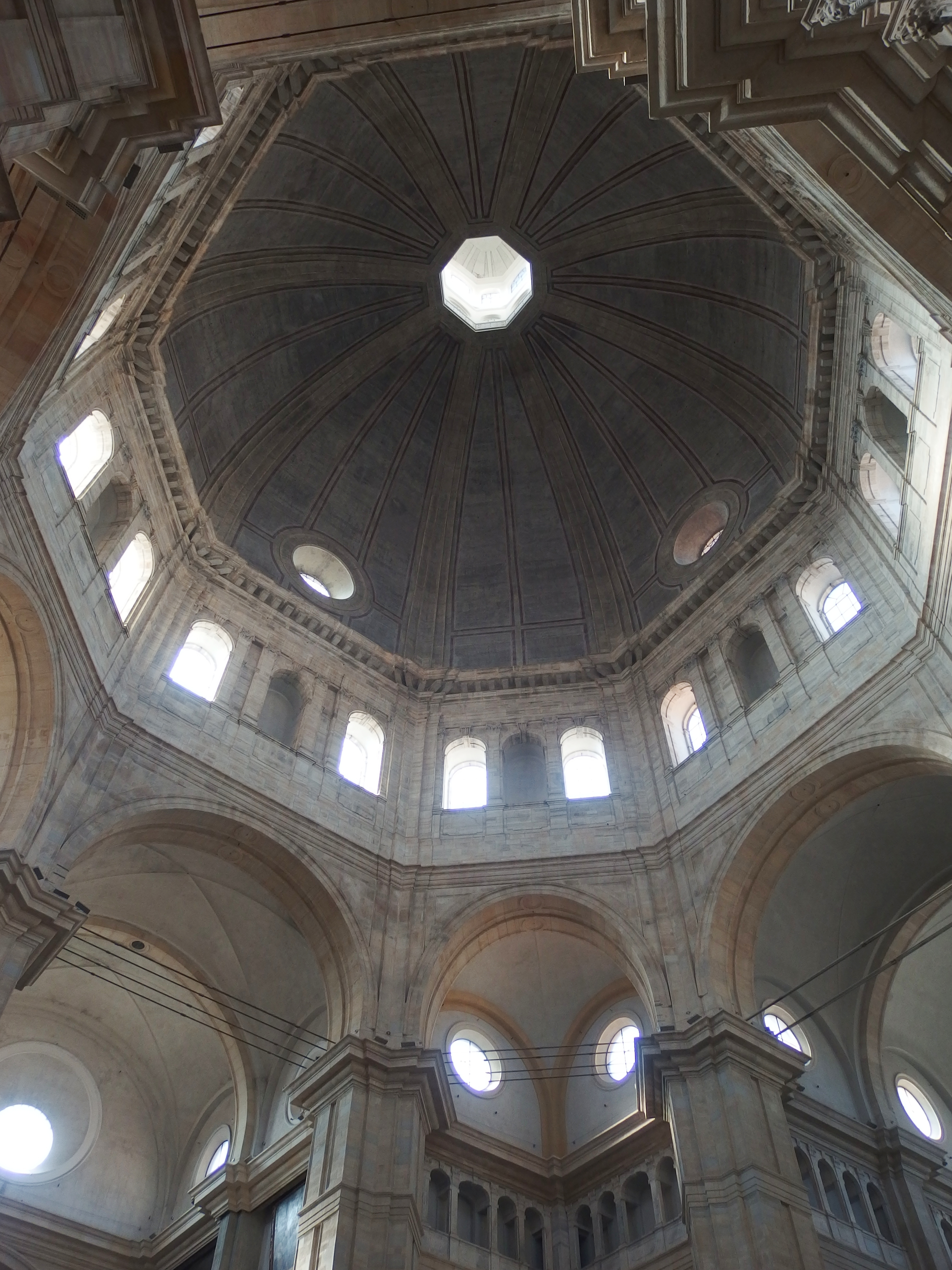
Das Innere der Kuppel.
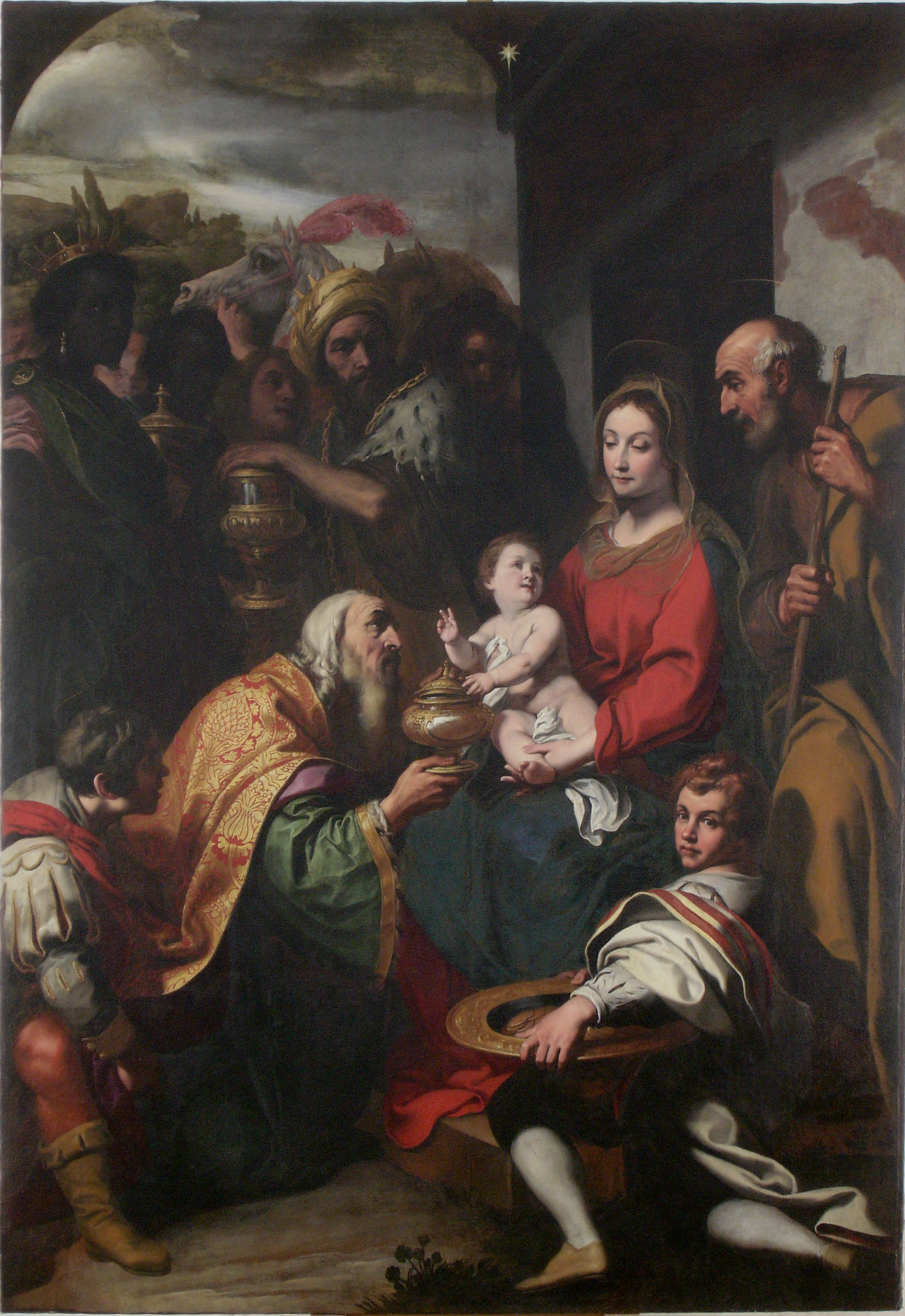
Daniele Crespi, Anbetung der Könige, 1623.
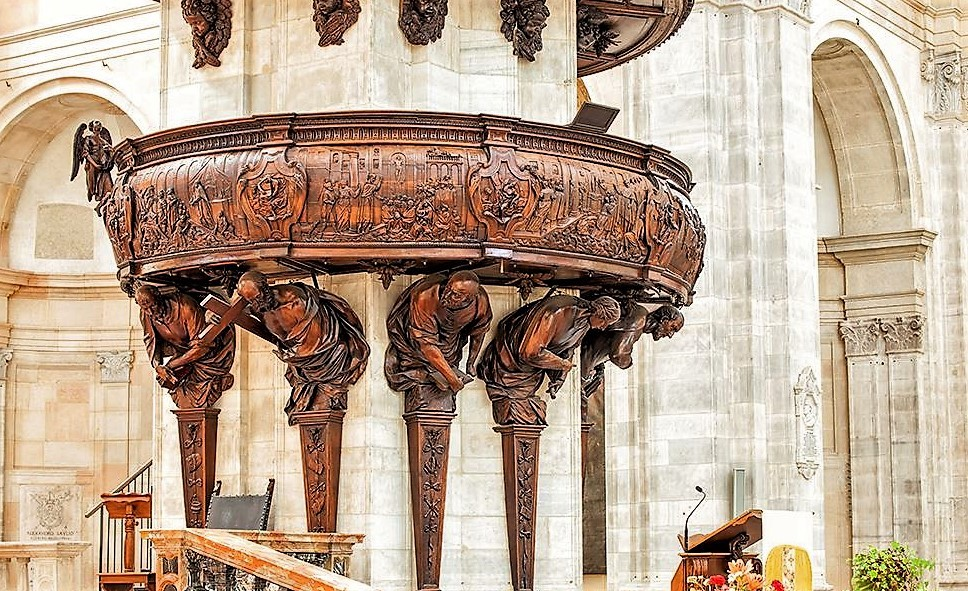
Siro Zanella, Kanzel, 1673–1681.
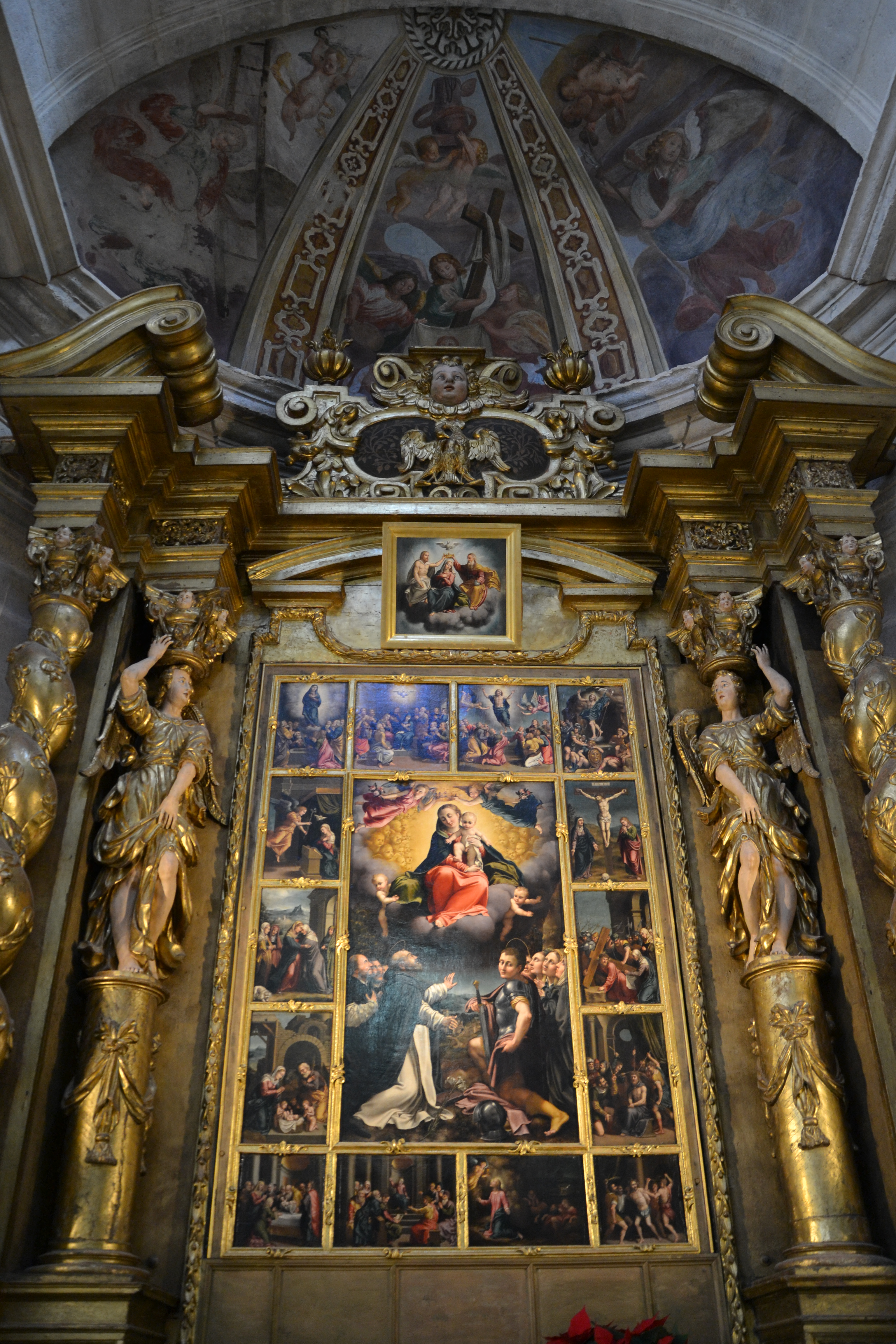
Bernardino Gatti, Jungfrau mit dem Kind, den heiligen Dominikus und den heiligen Alexander, 1531.

Auf der rechten Seite des Pfarrhauses befindet sich die Kapelle der heiligen Bischöfe Armentarius und Litifred II. Der erste war von 710 bis 722 Bischof der Stadt, der zweite von 943 bis 971. 1636 wurden die Leichen in die von Bischof Fabrizio Landriani erbaute Kapelle gebracht. Ebenfalls auf der rechten Seite des Pfarrhauses befindet sich die große runde Kanzel aus Holz, die von dem Bildhauer Pavesan Siro Zanella (Autor, mit Bernardo Falconi, des Koloss San Carlo) zwischen 1673 und 1681 realisiert wurde.
In der Apsis des linken Querschiffs, in der Mitte, befindet sich der Altar der Bruderschaft des Wahlrechts, gebaut von dem Genueser Tommaso Orsolino in 1644–1646 und umgebaut in 1652 mit dem Zusatz von zwei Säulen und anderen wertvollen Marmorelementen. Der Altar zeigt barocke Skulpturen, die von unten nach oben die verdammten Seelen darstellen, die Seelen des Fegefeuers, die Jungfrau in der Mitte, die, wenn sie in den Himmel steigt, für die Seelen des Fegefeuers Fürsprache leistet. Im Hauptteil, im Trommelfell in einem Schildmedaillon, sind die geretteten Seelen dargestellt, die von den fliehenden Engeln zu Gott dem Vater getragen werden, der mit offenen Armen auf sie wartet. An den Seiten stützen engelhafte Karyatiden den Boden.
In der Apsis des rechten Querschiffes befindet sich der Altar des heiligen Syrus, des ersten Bischofs von Pavia (3.–4. Jahrhundert), mit Doppelfassade. Über der Kristallurne aus dem 19. Jahrhundert mit den Überresten des Heiligen befindet sich ein monumentales Altarbild aus weißem Marmor mit einem Alabasterboden des Tommaso Orsolino (1645–1650), der die Jungfrau darstellt, die dem heiligen Syrus die Schlüssel der Stadt gibt, mit dem Engel, der die ikonographischen Symbole des Heiligen hält, dem Prozessionskreuz, dem Buch der Evangelien und einem Korb mit Brot und Fisch.
Auf der Ostseite des rechten Querschiffes befindet sich die Kapelle der Madonna del Rosario, die zuvor der Passion gewidmet war. Auf dem Altar wurde 1827 ein Gemälde des Pavesan-Künstlers Bernardino Gatti genannt Sojaro (1530–1531) platziert, das die Jungfrau mit dem Kind, den heiligen Dominikus und den heiligen Alexander darstellt.
Über dem Hauptaltar befindet sich ein barocker Balkon aus Eisen, der 1674 mit vergoldeten Statuen von Engeln und Cherubim verziert wurde, um das große Reliquiar aus Silber, Diamanten und Bergkristall (aus dem Jahr 1602) zu bewahren, in dem die drei Dornenkronen aufbewahrt werden.
Einmal im Jahr, seit 1645, anlässlich des Pfingstfestes, wird die komplexe barocke Szenerie des Balkons durch eine choreographische Holzmaschine ergänzt, genannt „Nivola“ (Wolke), angetrieben von einer Winde, die das kostbare silberne Reliquiar mit den Dornenkronen-Dornen senkt und erhöht, um es auf dem Hauptaltar zur Verehrung der Gläubigen auszustellen. Die Maschine, die heute noch in Gebrauch ist, wurde 1698 von Cristoforo Pecchio entworfen, Professor für Mathematik an der Universität von Pavia. Der byzantinische Kaiser Manuel II: Er schenkte die Reliquien dem Herzog von Mailand Gian Galeazzo Visconti im Jahr 1400 bei einem Besuch in Pavia und bis 1499 wurden sie in der Kapelle des Castello Visconteo aufbewahrt.
Die von Donato Bramante entworfene Krypta ist mit drei Schiffen ausgestattet, die auf zwei Spannweiten angeordnet sind und die gesamte Fläche der östlichen Seite der Kathedrale einnehmen. Die großen Steinsäulen, die manchmal sehr niedrig sind, erinnern an die römischen Bäder und Nymphen, wie die der Horti Sallustiani in Rom. 2018 wurde während einiger Restaurierungsarbeiten in der Krypta ein Fragment des Epigraphen von König Liutprand gefunden, das Ende des 15. Jahrhunderts als Stufe wiederverwendet wurde.

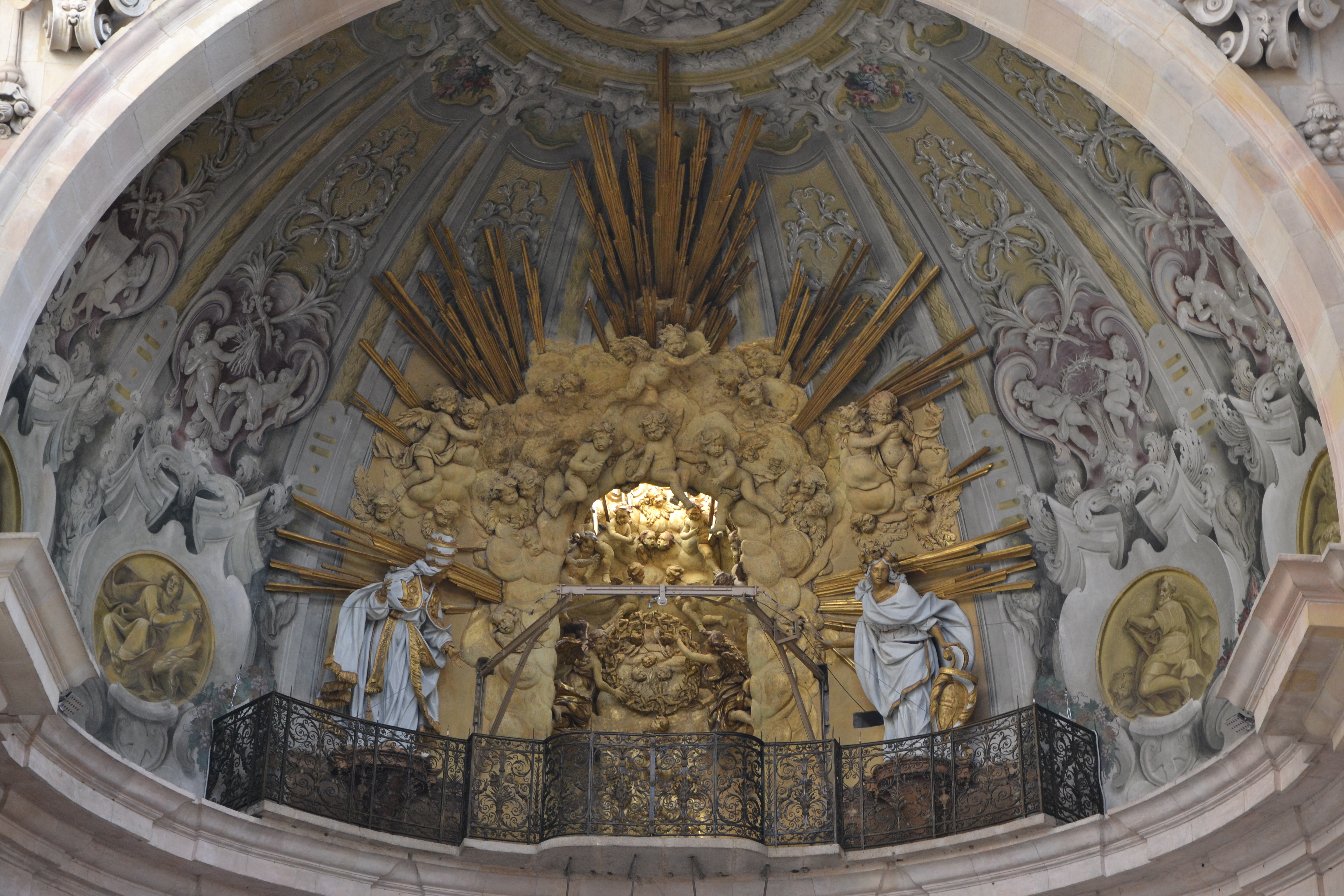
Der Balkon (1674) über dem Hochaltar, wo die Dornenkrone aufbewahrt werden.
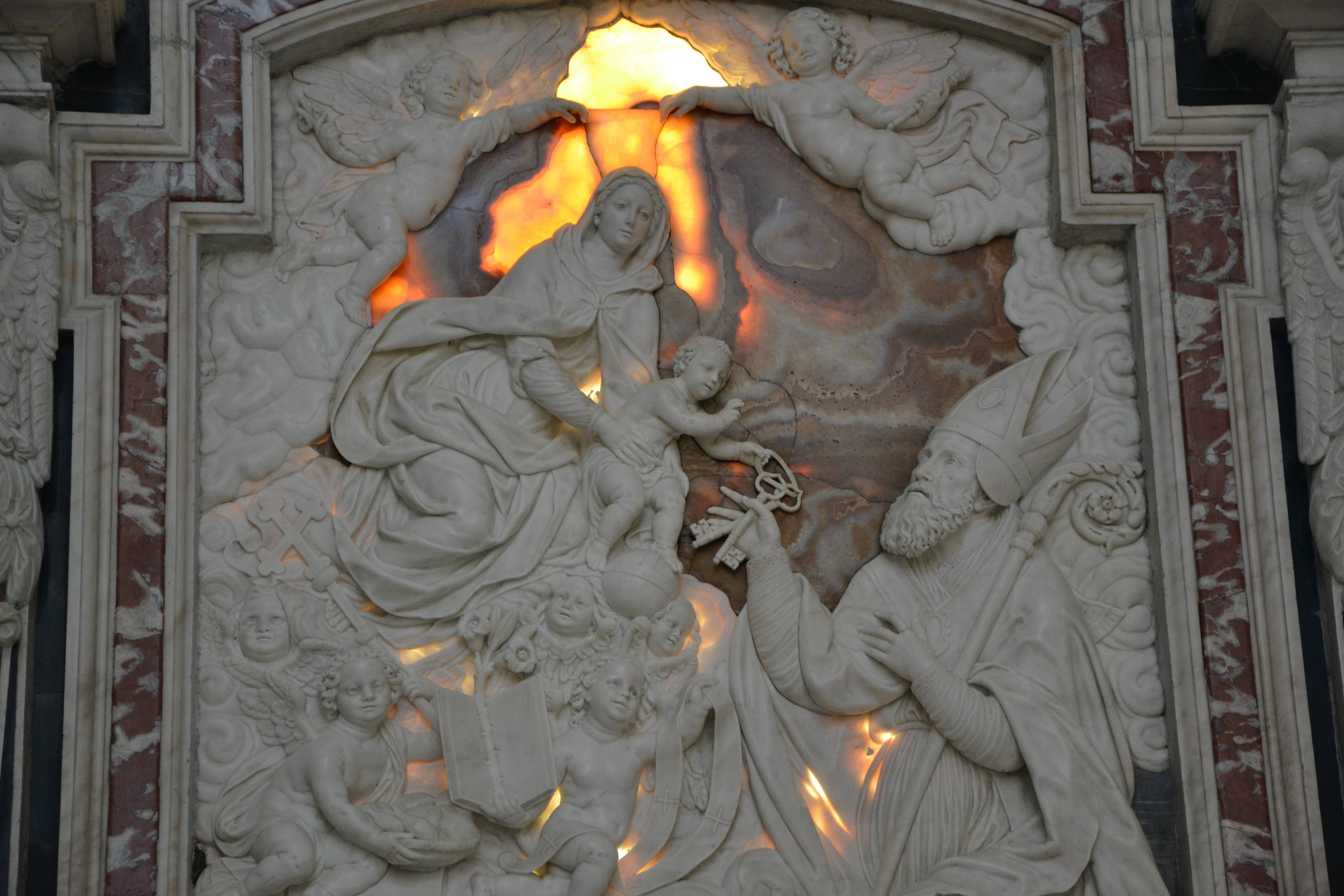
Tommaso Orsolino, Altar des heiligen Syrus (Detail), 1645–1650.
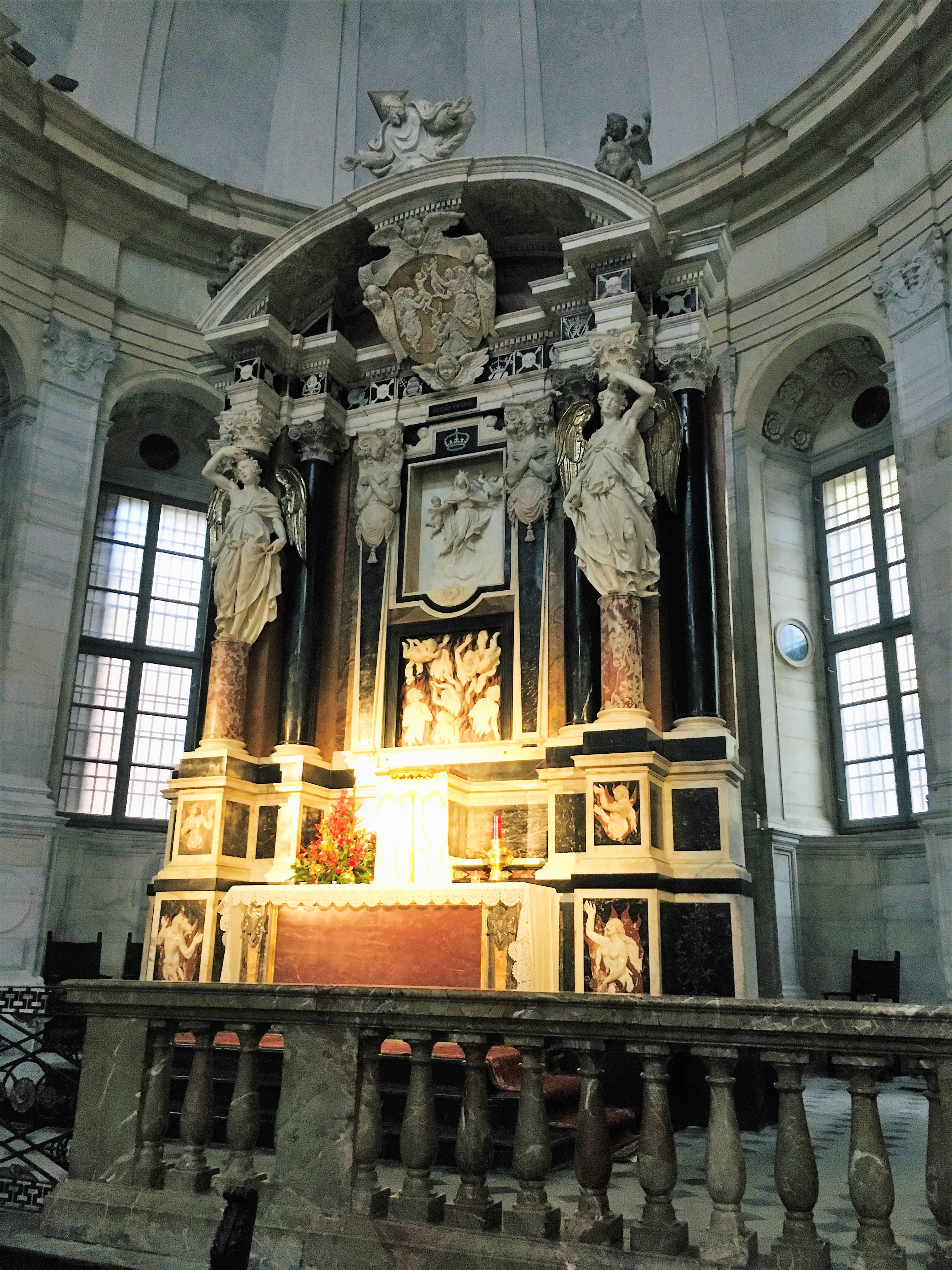
Tommaso Orsolino, Altar der Bruderschaft des Wahlrechts. 1644–1652.
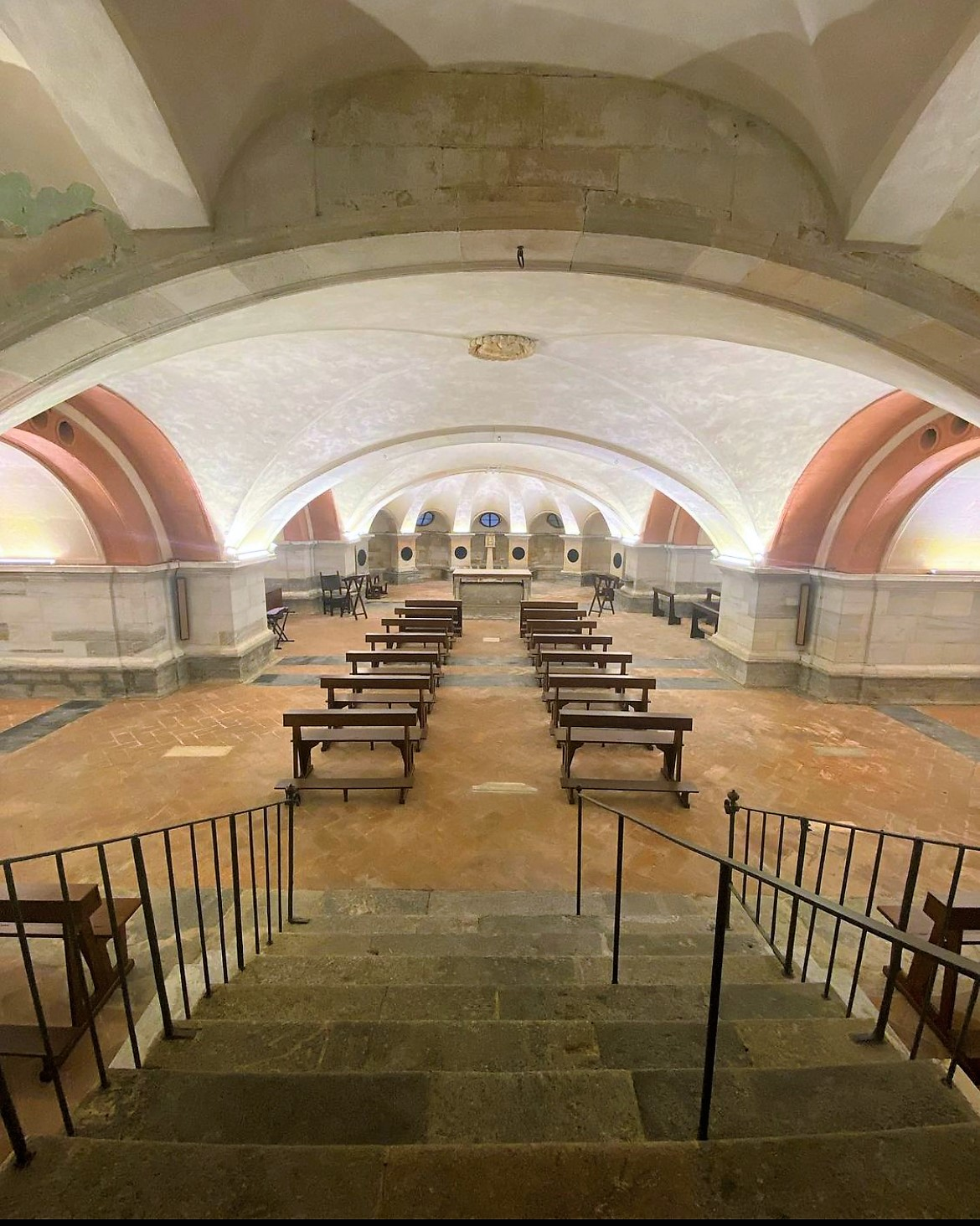
Die von Donato Bramante entworfene Krypta, 1492.